# مانوئل پرسیادو
مانوئل "مانولو" پرسیادو ربویدو (۲۸ اوت ۱۹۵۷ - ۷ ژوئن ۲۰۱۲) فوتبالیست بازنشسته و مربی فوتبال اهل اسپانیا بود. او سابقه بازی در تیم‌های ریسینگ سانتاندر و مایورکا و هم‌چنین مربی‌گری در باشگاه‌های ریسنگ سانتاندر، لوانته و اسپورتینگ گیخون را در کارنامهٔ خود داشت.

## مرگ
او در روز ۷ ژوئن ۲۰۱۲ بر اثر سکته قلبی درگذشت. این در حالی است که او در روز قبل مرگش به عنوان سرمربی ویارئال معرفی شده‌بود.